# Ford Mustang (1994)
La Ford Mustang IV (nome in codice SN-95) è la quarta generazione dell'omonima vettura, una pony car prodotta dalla casa automobilistica statunitense Ford dal 1994 al 2004.

## Storia

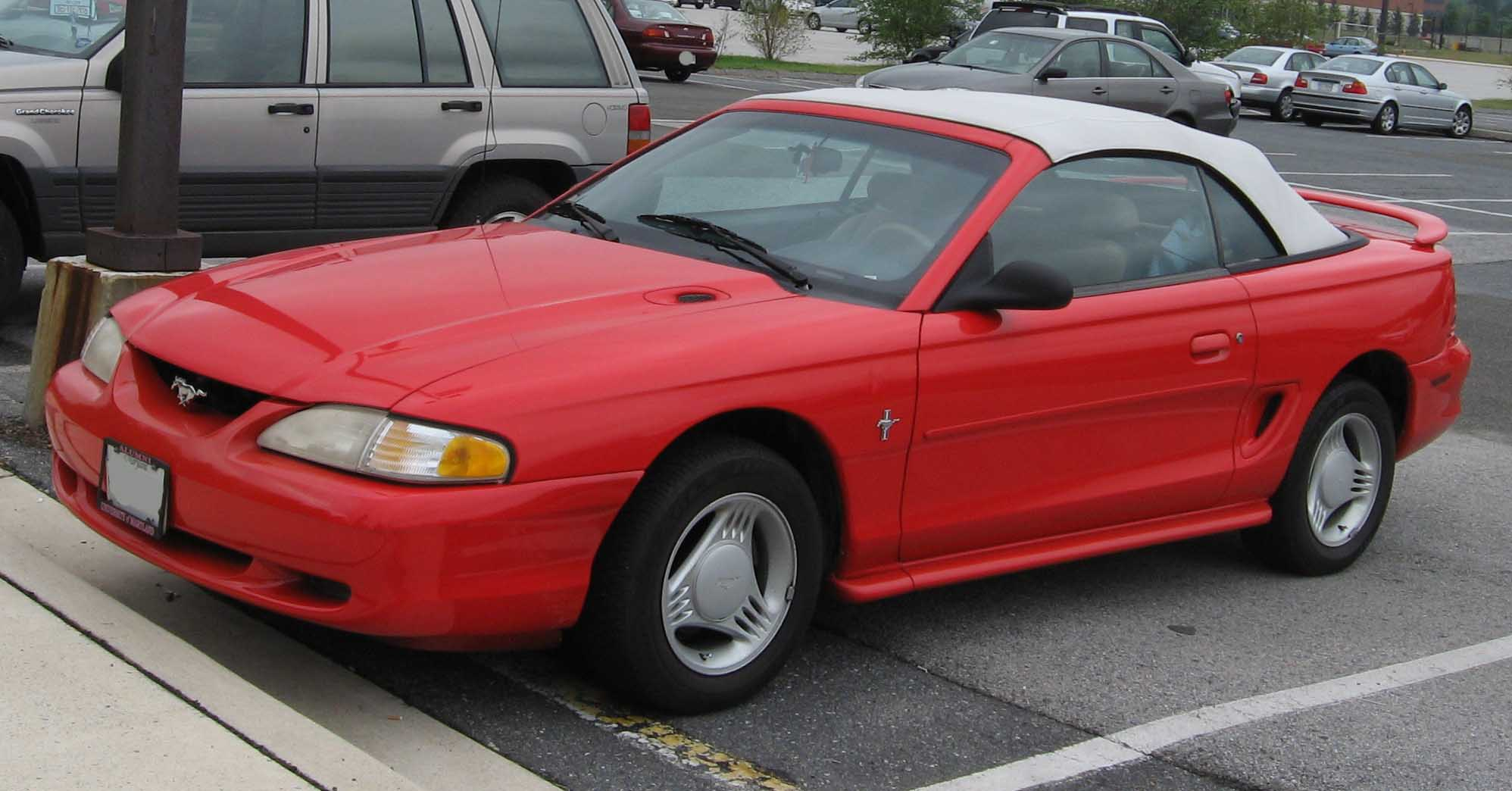
Una Ford Mustang IV cabriolet

Il 10 gennaio 1993, presso il salone automobilistico di Detroit, venne presentata la Ford Mustang Mach III, la quale anticipava alcune soluzioni poi impiegate sulla quarta serie della vettura. In configurazione roadster, era dotata di un propulsore 4.6 DOHC V8 da 450 CV di potenza.
Nel 1994 la Mustang subì, dopo 14 anni, la prima importante rivisitazione. Il nuovo modello, designato SN-95, era basato ancora sulla Fox. Il design della vettura, sotto la guida di Patrick Schiavone, era stato profondamente rivisto ed incorporava alcune delle caratteristiche salienti dei modelli precedenti. Il motore del modello base era il V6 da 3,8 L (231in3) che forniva 145 hp (108 kW). Il modello GT utilizzava invece il 5.0, cioè il 4,8 L (293in3) V8 con il sistema di aspirazione del motore da 5.0 L (305in3). Venne riproposto anche il modello Cobra che invece montava il 5.0 L GT-40. La potenza in questo caso era di 240 hp (179 kW). L'impianto frenante era stato potenziato, mentre sia la trasmissione sia le sospensioni erano state modificate. Questo modello venne nominato nel 1994 Motor Trend Car of the Year, un riconoscimento che la Mustang si aggiudicava per la terza volta.

## Evoluzione
Nel 1995 gli ingegneri della SVT potenziarono una Mustang Cobra R ottenendo così la concept 6.1L Cobra R. Tale vettura presentava una cilindrata elevata da 5.8 a 6.1 litri, cilindri GT-40 con testata in alluminio, rapporto dei bilancieri a 1,7:1 e un impianto di potenziamento Crane installato sugli alberi a camme. Inoltre venne inserito sul motore un nuovo sistema di induzione dell'aria con doppi corpi farfallati da 50 mm e un nuovo sistema di scarico Ford Motorsport. Questa Mustang, colorata con una livrea totalmente bianca, garantiva 350 cv di potenza e un'accelerazione da 0 a 100 km/h in 5,2 secondi.
Nel 1996 era atteso il ritorno di una versione dotata del 5,8 L (353in3) V8 ma invece nella versione GT venne sostituito il 5.0 L con il 4,6 L (in3) V8 modulare che forniva 215 hp (160 kW) che era stato introdotto sui modelli Lincoln e faceva parte di un processo di rinnovamento della gamma dei motori della Ford. Questo motore, dotato di 2 valvole per cilindro e di un singolo albero a camme in testa, non era però molto sportivo e forniva poca potenza sopra i 5.000 giri al minuto. La versione Cobra V8 venne aggiornata nello stesso anno. La potenza era ora di 305 hp (227 kW) mentre la distribuzione era a doppio albero a camme in testa. La cilindrata era di 4,6 L (280in3). Questo motore montava una testata in alluminio prodotta dalla ditta italiana Teksid che permetteva di aumentare il regime di rotazione del motore di 1.000 giri. Sempre nel 1996 venne portata a 150 hp (112 kW) la potenza del motore 3,8 L V6.
Nel 1998 il motore 4,6 L V8 vide salire la potenza a 225 hp (168 kW) con una mappatura più aggressiva e terminali di scarico di maggiori dimensioni. Questo fu anche l'ultimo anno di produzione per la Mustang arrotondata, cioè caratterizzata da una linea estetica della carrozzeria dominata dalle linee curve. Sempre per il solo 1998 venne offerto il pacchetto optional Sport composto da speciali strisce nere applicate, indipendentemente dal colore della stessa, sull'intera carrozzeria. Nello stesso anno venne presentata la concept car Super Stallion. Dotata di alimentazione sia ad alcohol che a benzina, era in grado di erogare la potenza di 545 CV grazie alla modifica delle teste dei cilindri, all'inserimento di nuovi corpi farfallati e di un nuovo compressore Garret.

### Quarta serie restyling: 1999-2004

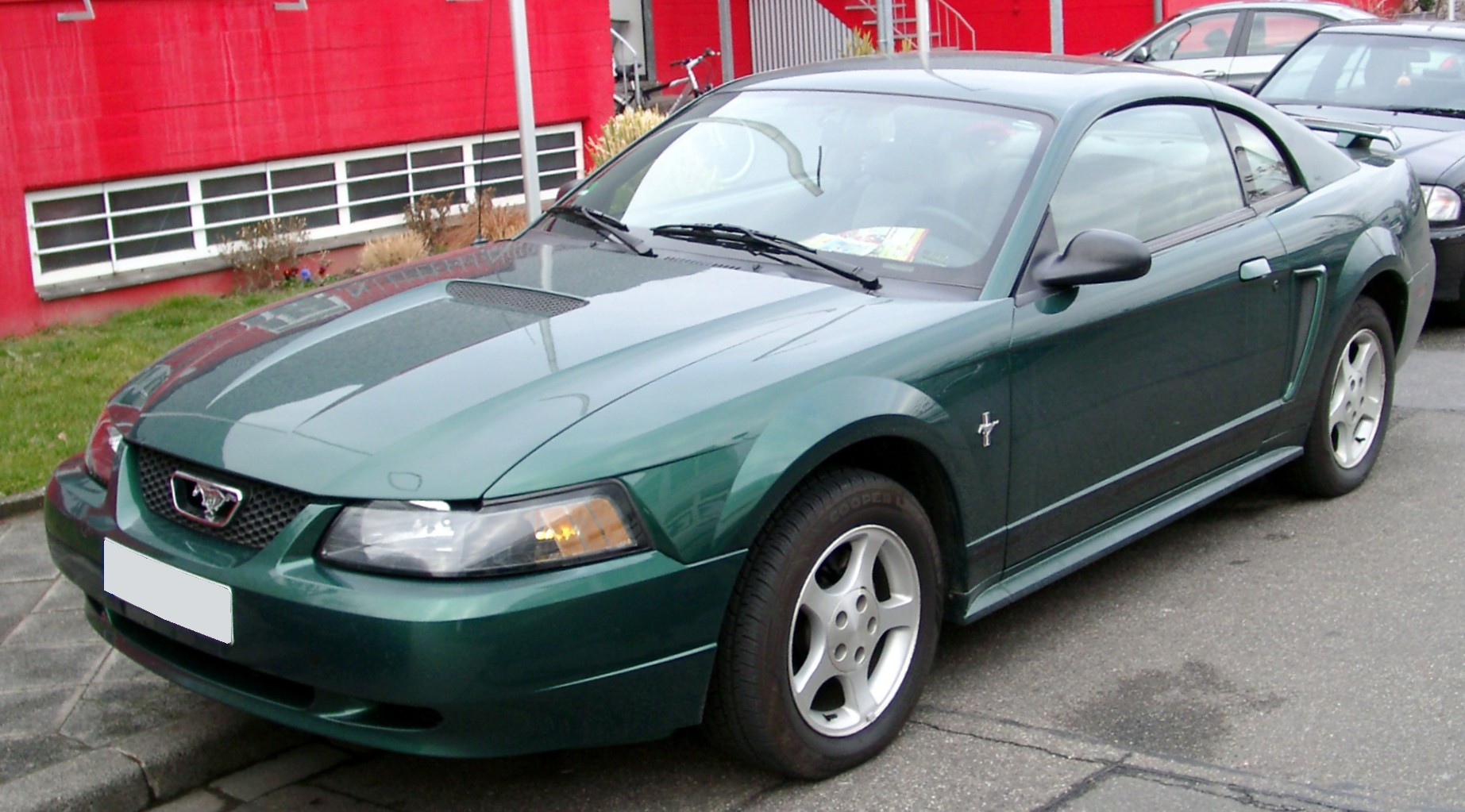
Restyling 1999

Il restyling venne presentato nel 1999. Le linee soffici del modello precedente erano state in gran parte eliminate. Sebbene inferiore per prestazioni alla Camaro, che montava il motore della Corvette, era più gestibile di questa e le vendite andarono bene. Il modello GT del 1999 era dotato di un motore capace di 260 hp (194 kW) a 5.250 giri al minuto. Il regime di rotazione massimo era di 6.000 giri. Rispetto ai modelli con singolo albero a camme in testa la potenza ai bassi regimi era piuttosto scarsa mentre, grazie alle nuove testate e al nuovo sistema di aspirazione, era ben distribuita agli alti regimi.

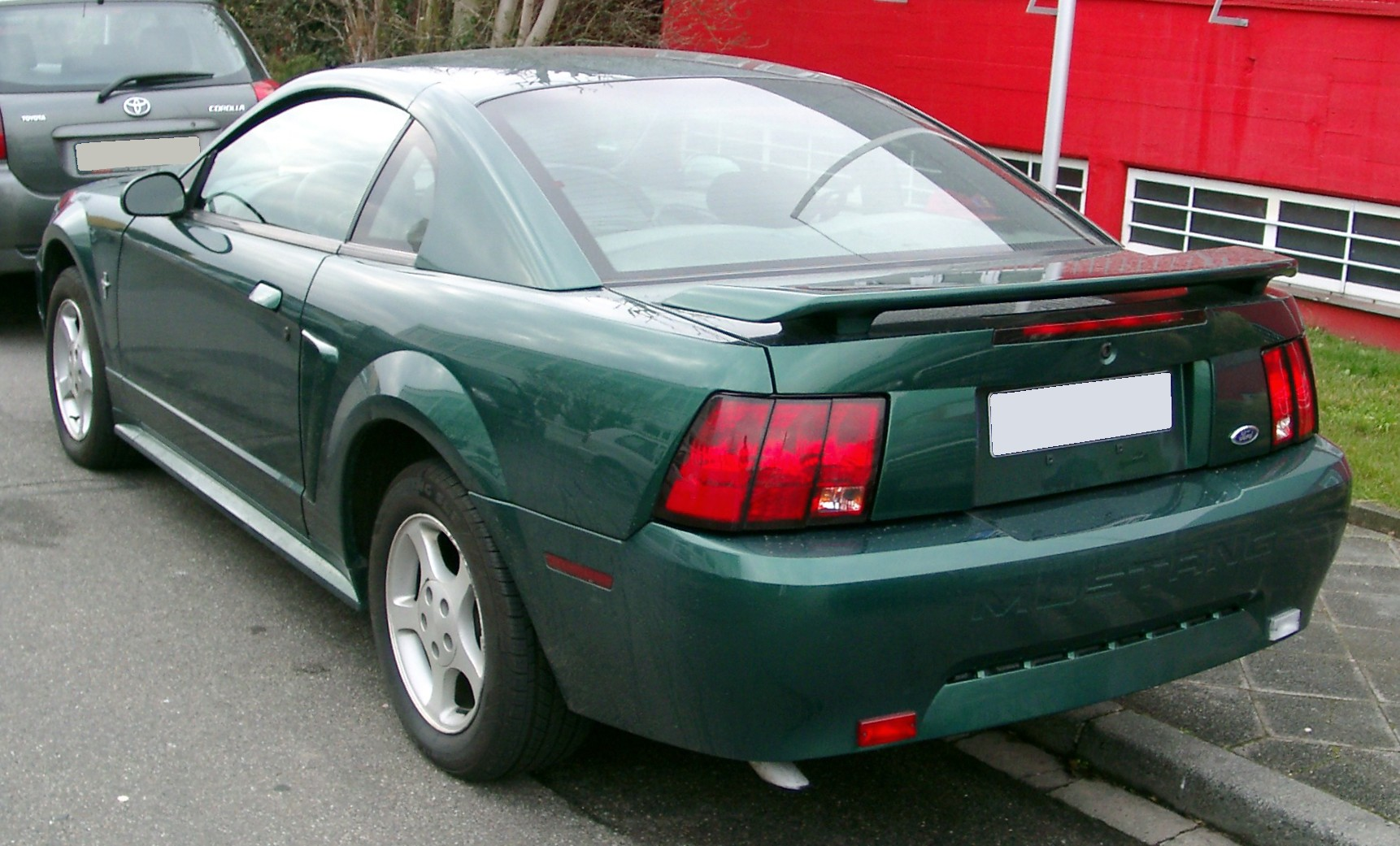
Vista posteriore

Per il modello Cobra venne dichiarata una potenza di 320 hp (239 kW) ma alcune riviste e diversi proprietari non concordavano con questa affermazione. Vennero effettuati dei richiami di modello 1999 dotati di Cobra sui quali venne installato sistema di scarico e di aspirazione aggiornato. Questi sistemi portarono la potenza ai 320 hp dichiarati. Nel 2000 il Cobra non venne prodotto, salvo pochi esemplari della versione R e la Casa sviluppò nuove parti per recuperare la potenza perduta. Queste modifiche furono introdotte nel modello Cobra del 2001 e il problema della potenza venne risolto con alberi a camme e testate di nuovo disegno.
Anche i motori modulari da 4,6 L a singolo albero a camme in testa subirono un aggiornamento. Le testate furono sostituite con quelle Power Improved, presenti nel catalogo parti della Ford. Anche i pistoni e i cilindri vennero sostituiti, portando così il rapporto di compressione a 10:1. Con un tale rapporto la sola benzina utilizzabile per alimentarli era, sul mercato statunitense, quella di qualità premium. Anche i Cobra furono migliorati adottando le testate tipo C, dette anche Tumble Ports in luogo di quelle tipo B utilizzate sui primi motori a doppio albero a camme in testa quattro valvole per cilindro. Il regime massimo di rotazione salì a 7.000 giri al minuto, guadagnando 1.000 giri rispetto ai motori precedenti. Sempre sulle vetture dotate di Cobra vennero montate delle sospensioni indipendenti posteriori.
Nel 1993, 1995 e 2000 erano disponibili delle versioni speciali della vettura dotata di Cobra R. Nelle vetture da competizione venne eliminato il condizionatore, la radio ed i sedili posteriori mentre le sospensione erano state accuratamente settate. A differenza delle prime R queste vetture potevano essere acquistate anche se non si era in possesso della licenza di pilota.
Nel 1995 e nel 2000 la cilindrata delle Cobra R fu portata a 5,8 L (353in3) dai precedenti 5,4 L (329in3). Questo incremento di cilindrata rese queste vetture estremamente potenti. Nel 1995 la Cobra R montava il 5,8 L V8 con sistema di aspirazione GT-40 e camme a profilo piatto. Per incrementare l'affidabilità la potenza venne limitata a 300 hp (224 kW). Nel 2000 il Cobra R aveva il blocco cilindri in acciaio, testate in alluminio e il migliore sistema di aspirazione mai montato su un motore modulare. La Ford indicava in 385 hp (287 kW) la potenza di questa unità. La trasmissione era una Tremec T56 a sei marce, la stessa usata dalla Corvette, dalla Camaro e dalla Viper. Alcune modifiche esterne, l'adozione di un piccolo spoiler anteriore e di un'ala posteriore, aumentarono la deportanza della vettura e con essa la tenuta di strada e la stabilità alle alte velocità. Per il sistema di scarico, dotato di tre terminali Borla, venne usato quello con uscita sul lato dell'auto. Inoltre furono montati anche degli attuatori che regolavano l'altezza della vettura. Per quanto riguarda l'estetica si adottarono delle luci fumé che poi verranno montate sul modello di serie dell'anno successivo.
Nel 1999 venne creata la Mustang GT 35th Anniversary, una versione speciale che commemorava i 35 anni di produzione della Mustang. Rispetto alla Mustang GT di serie, essa aveva nuove prese d'aria sul cofano e sui fianchi, un alettone posteriore differente e un pomello del cambio in alluminio. Oltre a questi componenti di base, era possibile aggiungere alla vettura anche cerchi speciali, inserti color argento per le porte e i sedili in pelle charcoal, decalcomania nera speciale sotto la presa d'aria del cofano e tappetini con logo speciale. In tutto ne sono stati prodotti 4628 esemplari della 35th Anniversary.
Sempre nel 1999 venne sviluppata una concept car denominata Mustang FR500. Tale modello, sviluppato del direttore della SVT Dan Davis era basata sulla SVT Cobra. Aveva una velocità massima di 281 km/h grazie ad un propulsore che erogava una potenza di 415 CV abbinato ad una trasmissione a sei rapporti Tremec T56. Il cofano motore era realizzato in fibra di carbonio per essere reso più leggero e aerodinamico e anche l'impianto di scarico è stato ritoccato. L'impianto franante era costituito da freni a disco della Brembo a quattro pistoncini all'anteriore e dischi della Lincoln LS nella parte posteriore inseriti in cerchi da 18'. Il raffreddamento del motore viene assicurato tramite delle prese d'aria disposte dietro i paraurti in fibra di carbonio.
Nel 2000 la Saleen realizzò la SR, una vettura ad alte prestazioni basta sulla Ford Mustang. Il mezzo presentava un nuovo kit aerodinamico e un propulsore V8 Turbo potenziato per erogare 505 cv di potenza e 678 Nm di coppia. Gestito da un cambio manuale a sei marce, era in grado di far accelerare la vettura da 0 a 100 km/h in 4 secondi, con velocità massima di 325 km/h.
Nel 2001 la Ford offrì una versione speciale della GT: la Bullitt. Questa vettura era una riproposizione che si ispirava alla 390 Fastback del 1968 e che fu utilizzata nell'omonimo film da Steve McQueen. Questa Mustang aveva un assetto leggermente più basso e montava, di serie, nuovi ammortizzatori e altri componenti, quali braccetti accorciati, rivisti per aumentare la maneggevolezza. Questa versione risultò la più maneggevole mai costruita. Il motore venne modificato montando una nuova presa d'aria sul cofano, caratteristica che faceva la sua ricomparsa dalla GT del 1999 che aveva prese d'aria laterali, e nuovi terminali di scarico. In seguito al modello vennero aggiunte anche le prese d'aria laterali e furono montati i pedali e la leva del cambio in alluminio. Altre caratteristiche di questa versione erano costituite dai pulsanti del cruscotto e dai sedili in stile retrò e dalle pinze dell'impianto frenante colorate in rosso e con inciso il logo Mustang. Infine per rendere le linee della vettura più pulite venne rimosso lo spoiler montato di serie sulla GT. La potenza del motore era di 265 hp (198 kW) che in seguito fu portata a 270 hp (201 kW). Anche la curva della coppia era stata migliorata tanto che il 90 per cento di questa era disponibile sotto i 2.000 giri al minuto. Per la Bullitt erano disponibili come optional gli pneumatici Goodyear 245/45 ZR. La Bullitt venne offerta in soli tre colori: Dark Highland Green, che era il colore della Mustang utilizzata nel film, True Blue e in nero.
Nei modelli di serie del 2001 venne aggiunta una presa d'aria molto simile a quella del modello speciale presentato per il 35º anniversario della Mustang mentre sul modello GT, e come optional all'interno del pacchetto Pony sui modelli dotati di V6, vennero inserite delle prese d'aria laterali vere cioè che non avevano solo funzione estetica ma erano realmente funzionanti. Vennero montate le nuove luci fumé già presenti sul modello 2000 della Cobra R e una nuova ala posteriore. Queste nuove componenti andarono a sostituire le vecchie luci cromate e l'ala montata sui precedenti modelli. Venne sviluppato il sistema elettronico di controllo del motore e delle emissioni ma senza che le prestazioni, che aumentarono, venissero penalizzate. Anche la maneggevolezza venne migliorata.

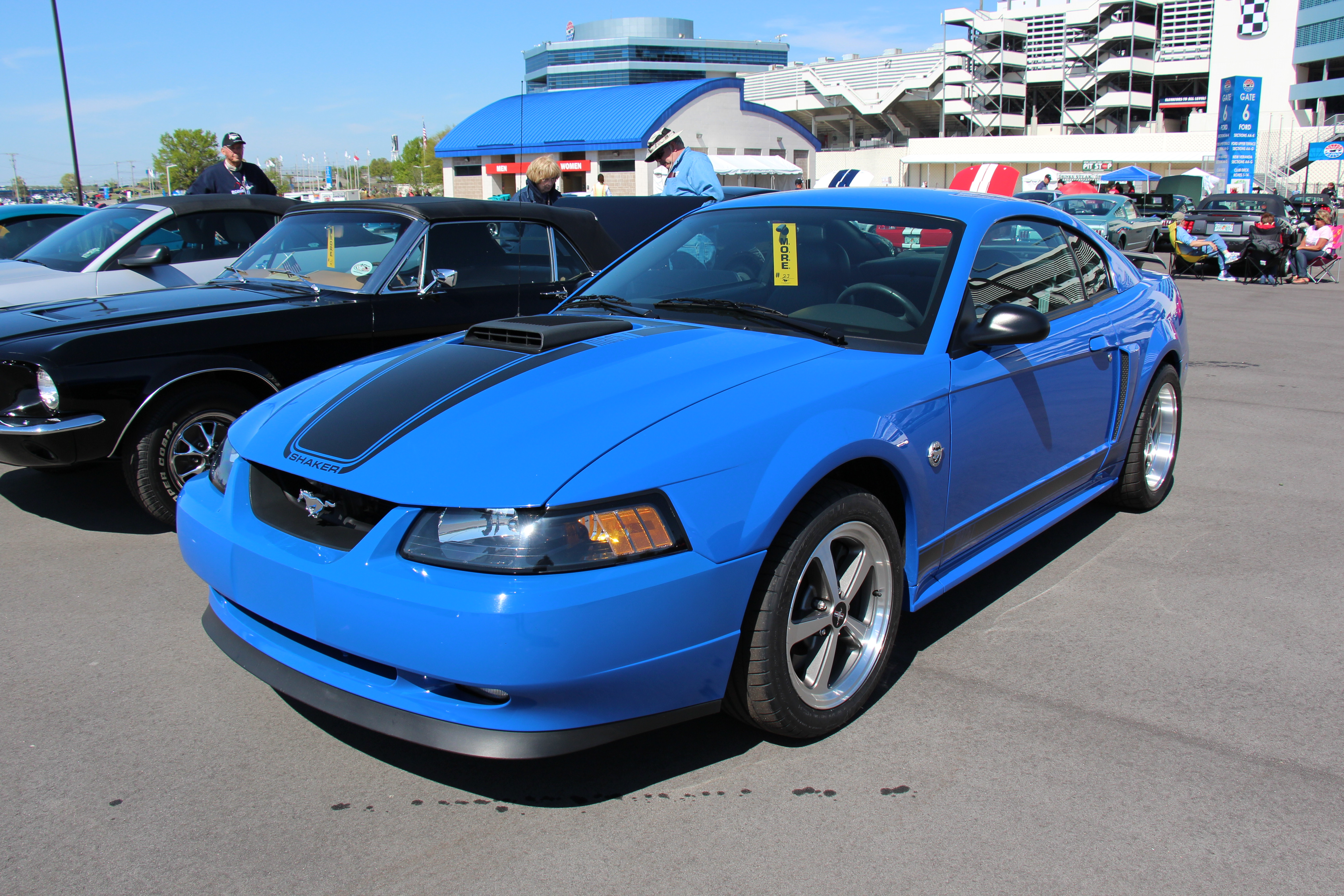
Una Ford Mustang Mach 1

Sempre nel 2001 ci fu il ritorno del marchio Mach 1. Nel biennio 1969 – 1970 le Mach 1 erano estremamente popolari e la riproposizione di questo marchio aveva lo scopo di mantenere alto l'interesse sulla Mustang in attesa della presentazione del nuovo modello S-197. La nuova Mach 1 montava la versione aspirata del Cobra V8 da 4,6 L (280in3) a doppio albero a camme in testa. Il motore era stato modificato in modo da fornire una maggiore coppia a bassi regimi. La potenza era di 305 hp (227 kW). Altre caratteristiche erano gli interni retrò con sedili realizzati in modo da assomigliare a quelli dei modelli di origine, pulsanti old-style, pedaliera e leva del cambio in alluminio. Esternamente era stato adottato il pacchetto strisce e uno spoiler che ricordava quello della prima Mach 1. Come cerchi erano stati scelti quelli da 17 pollici Magnum 500. Era stata realizzata sul cofano una vera presa d'aria Shaker, cioè direttamente attaccata alla testata del motore e passante per un vano realizzato nel cofano. Questa disposizione faceva sì che la presa d'aria si muovesse seguendo i movimenti del motore durante le varie fasi di utilizzo. Il modello Mach 1 verrà riproposto anche nel 2004.
Nel 2002 venne interrotta la produzione della Camaro e della Firebird e la Mustang rimase l'unica pony car in produzione.

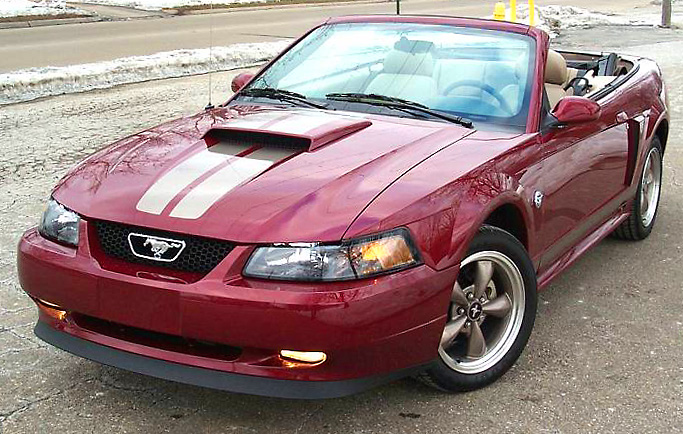
Una Ford Mustang 40th Annivarsary

Il model year 2003 venne presentato nella primavera del 2002. Venne riproposto anche il Cobra V8. Il motore, denominato  Terminator Cobra, si presentava ampiamente rivisto nella potenza e nella gestione. La cilindrata era di 4,6 L (280in3) con distribuzione a doppio albero a camme in testa. Per migliorarne la vita utile erano stati montati blocco cilindri in alluminio e la sovralimentazione. La potenza raggiunse i 390 hp (290 kW). Su alcune riviste fu testata una potenza alla ruota di 380 hp (283 kW) che farebbe pensare per questo Cobra ad una potenza all'albero di circa 45 hp (35 kW). A questa unità era accoppiata una trasmissione T56. Questo modello rimase il più potente della gamma fino alla presentazione della Shelby 500.
Nel 2004 la Ford produsse la versione 40th Anniversary Edition della Mustang. Questa vettura era disponibile sia in come modello standard che come GT. La vettura si distingueva per una particolare scritta 40th Anniversary e per la sua colorazione speciale rosso metallica con strisce dorate. Gli interni erano stati migliorati ed erano disponibili alcuni accessori da collezione per il proprietario. Questo modello rappresentò l'ultimo modello di questa Mustang, nel 2005 verrà infatti sostituito da un modello di Mustang completamente nuovo.